# Zōri
Zōri (jap. 草履) – japońskie sandały dawniej głównie płaskie, ze słomy (najczęściej ryżowej), skóry, filcu, lakierowanego drewna, a współcześnie z materiałów syntetycznych, gumy, z profilowaną podeszwą. 

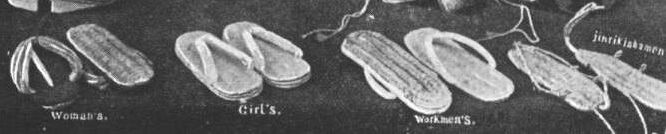
Zōri z XIX wieku

Obecnie tradycyjne odmiany tego japońskiego obuwia są noszone przede wszystkim do tradycyjnych ubrań, ale jego nowoczesne odmiany są dość popularne, szczególnie latem. 
Jak wszystkie rodzaje japońskich sandałów zōri umożliwiają swobodny przepływ powietrza wokół stopy – cecha ta wynika z wysokiej wilgotności, normalnej w japońskim klimacie.

## Galeria

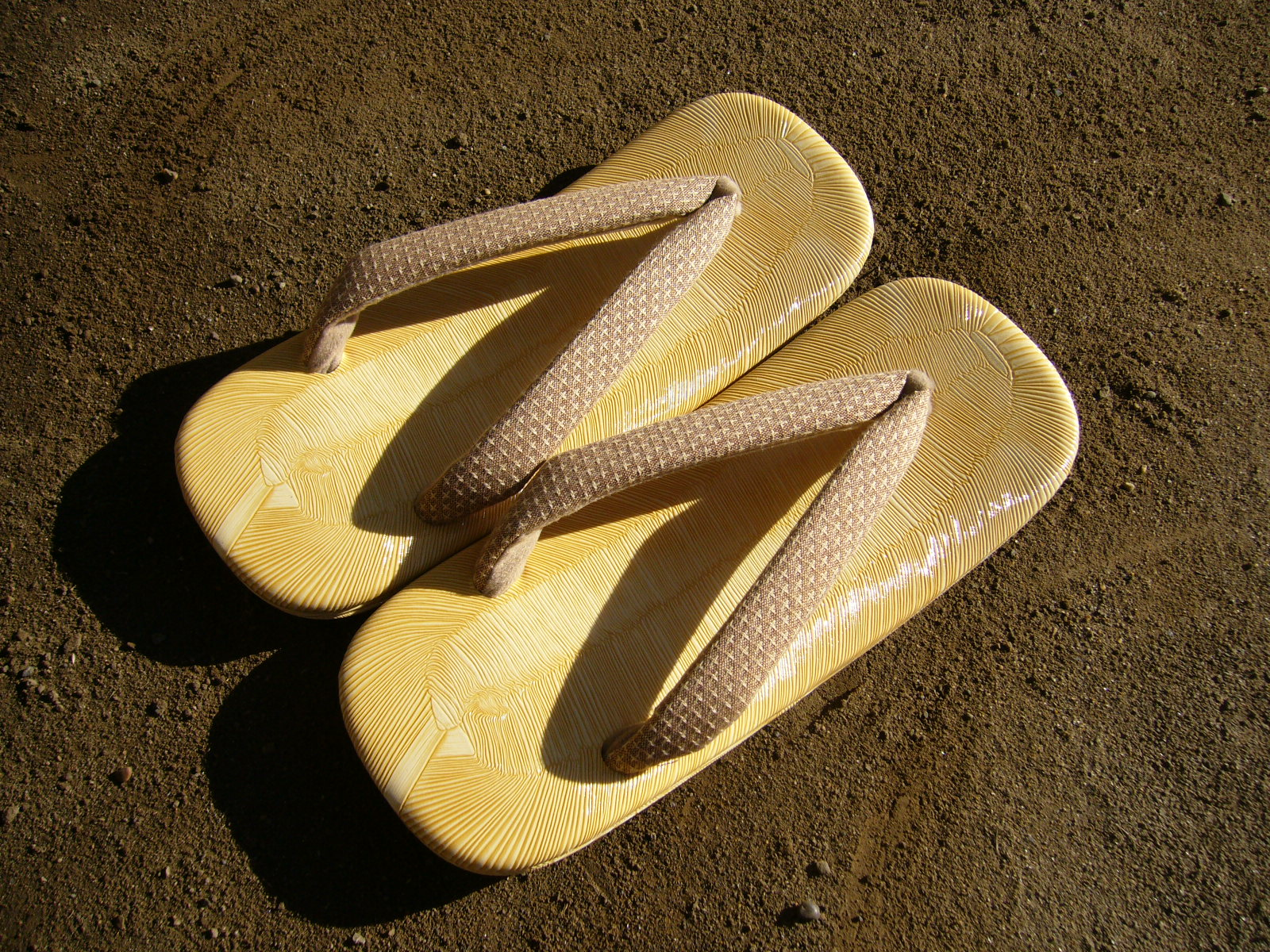
Sandały skórzane
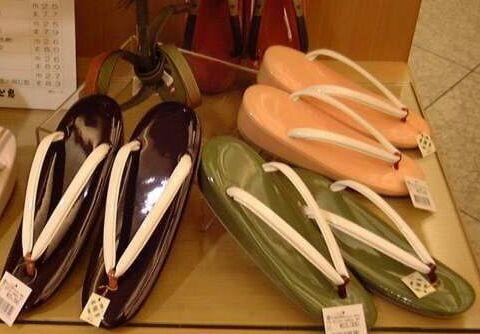
Nowoczesne plastikowe damskie zōri
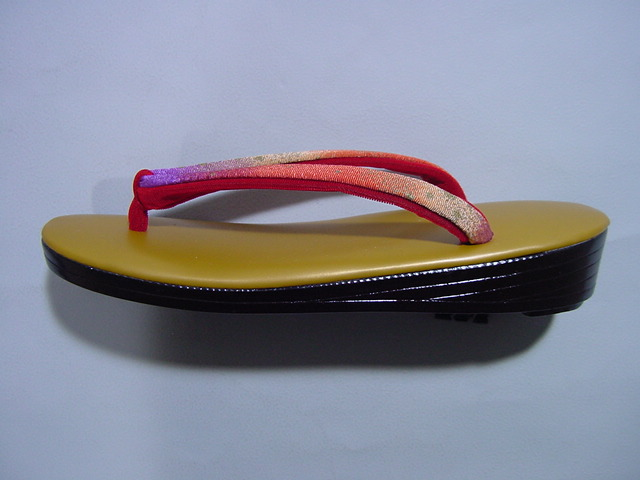
Współczesne zōri
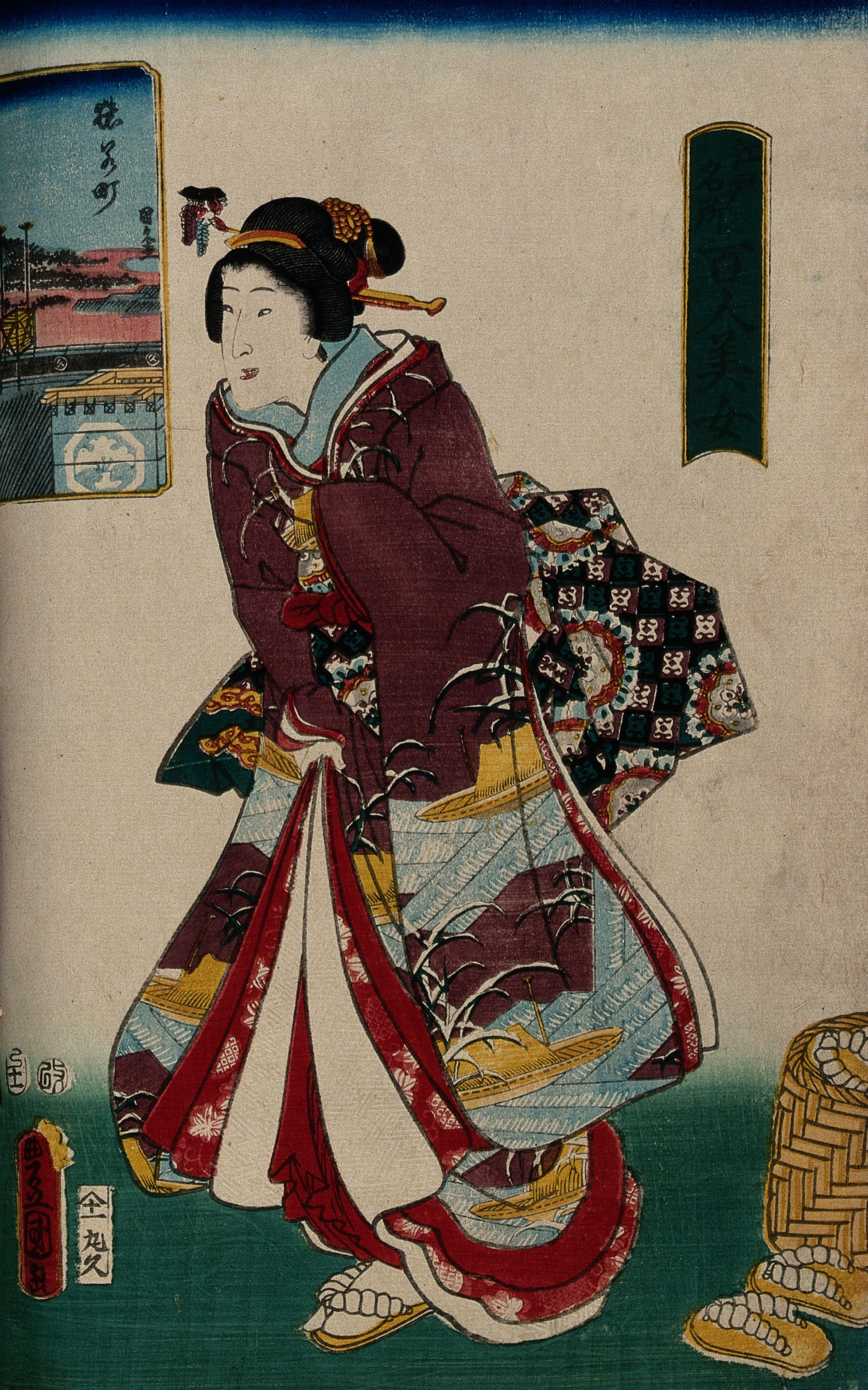
Kunisada Utagawa, Kobieta przymierzająca sandały, 1857 r.
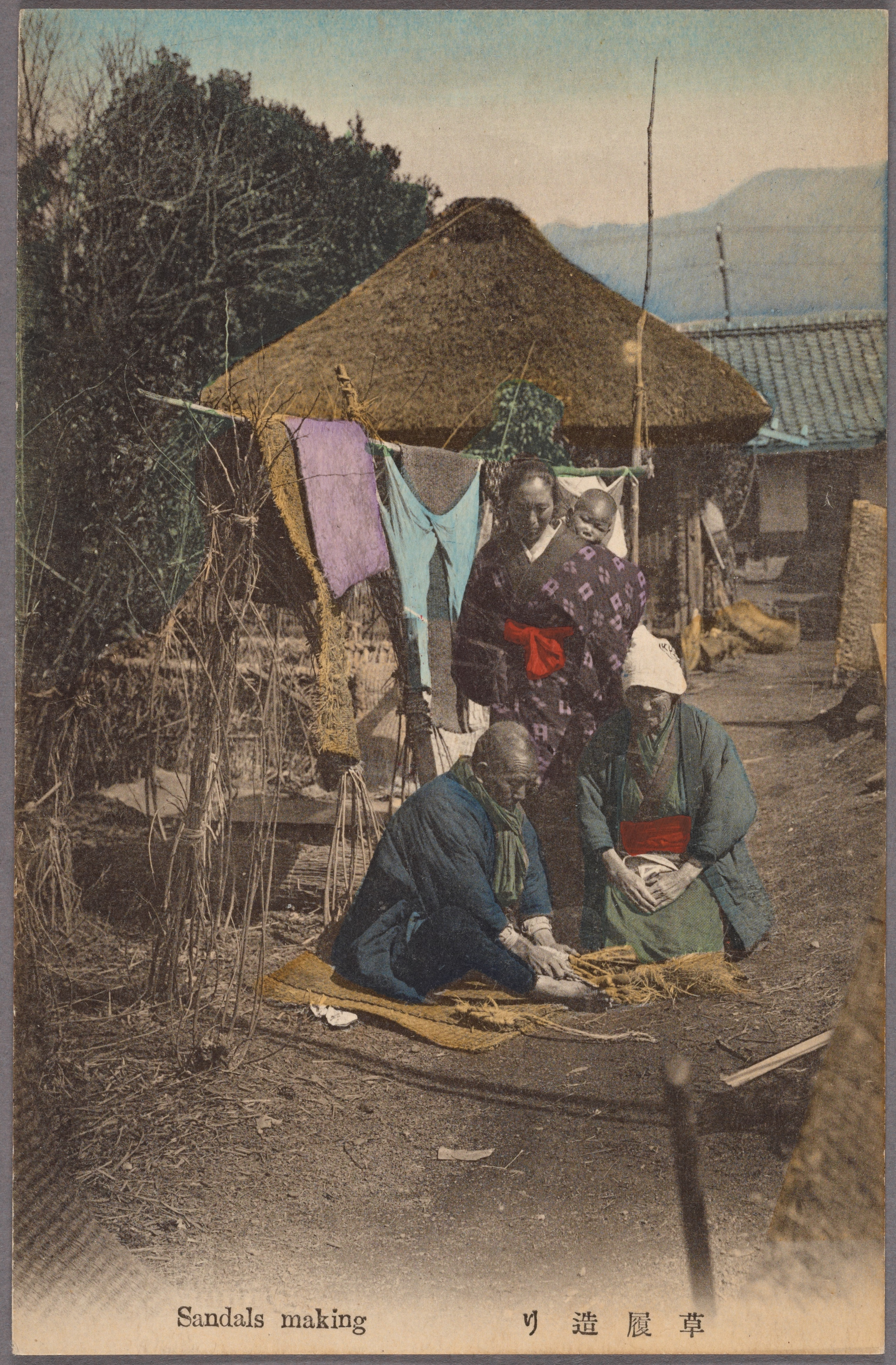
Wytwarzanie sandałów, 1910 r.
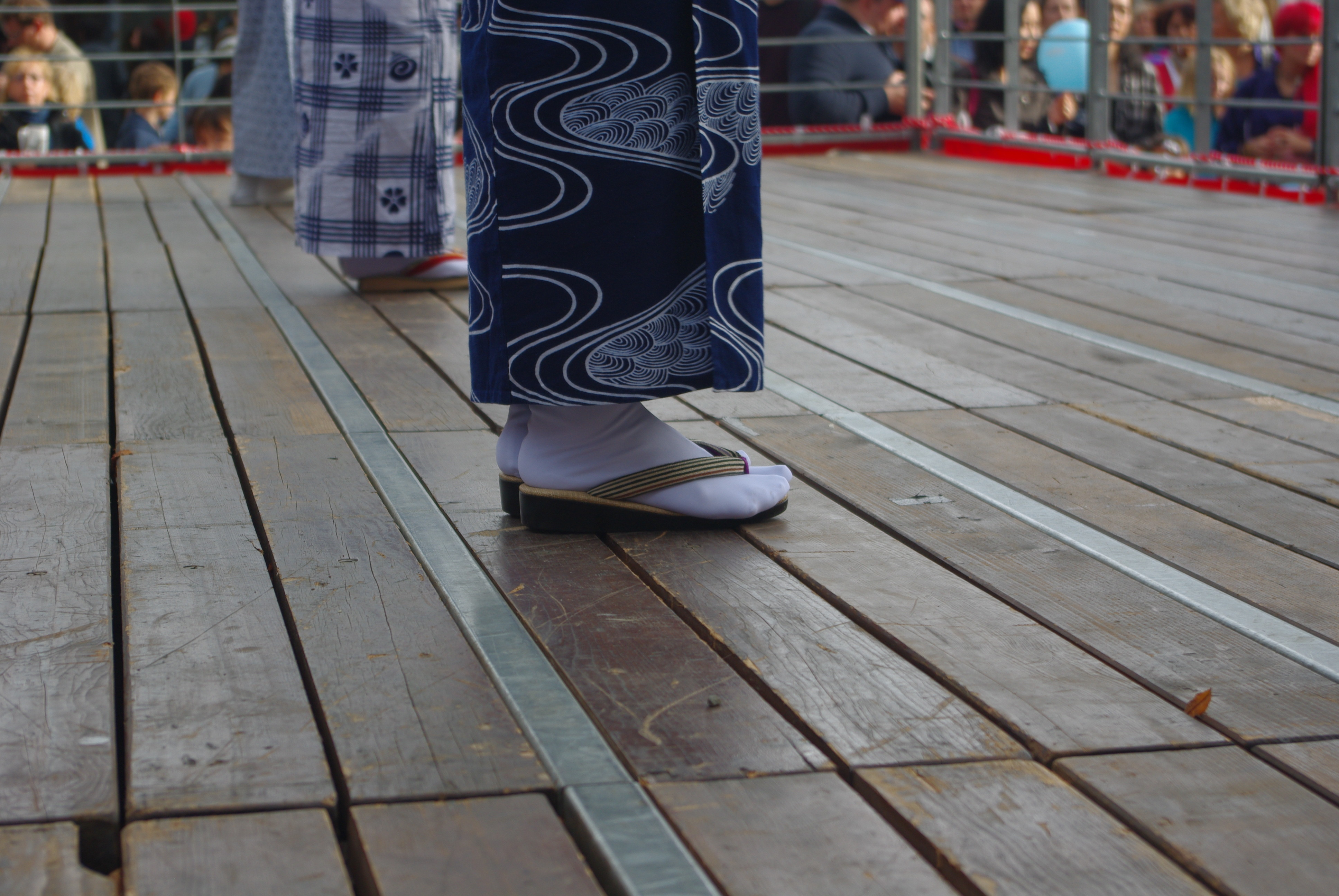
Tabi i zōri